# Лонович, Йожеф
Йо́жеф Ло́нович (венг. Lonovics József; 31 января 1793 года, Мишкольц, Австрийская империя — 13 марта 1867 года, Пешт, Австро-Венгрия) — католический прелат, епископ Чанада с 23 июня 1834 года по февраль 1850 год, архиепископ Калочи с 27 ноября 1866 года по 13 марта 1867 год.

## Биография
После окончания в 1808 году гимназии в Мишкольце Йожеф Лонович до 1816 года изучал философию и теологию в Эгере. 13 апреля 1816 года Йожеф Лонович был рукоположён в священника. В 1817 году получил научную степень доктора теологии. С 1825 по 1829 год был секретарём епископа епархии Чанада. 
13 мая 1834 австро-венгерские власти назначил Йожефа Лоновича епископом Чанада. 23 июня 1834 года Римский папа Григорий XVI утвердил это назначение. 14 сентября 1834 года состоялось рукоположение Йожефа Лоновича в епископа, которое совершил бывший патриарх Венеции и архиепископ Эгера Йоганн Ладислаус Пиркер.
В 1848 году Йожеф Лонович поддержал венгерских повстанцев, за что содержался под домашнем арестом  в Братиславе. С начала 1850 года находился под арестом в монастыре в Мельке. В феврале 1850 года Йожеф Лонович подал в отставку и выехал в Вену, где проживал у папского нунция.
29 сентября 1861 года Йожеф Лонович был назначен титулярным архиепископом Амасеи. 15 сентября 1964 года Римский папа Пий IX назначил Йожеф Лоновича архиепископом Калочи.
Скончался 13 марта 1867 года в Пеште.

## Научная деятельность
С 1837 по 1847 год Йожеф Лонович был членом Венгерской академии наук. Был одним из основателей университета в Тимишоаре, который закрылся в 1848 году. 